# Andale
Andale és una població dels Estats Units a l'estat de Kansas. Segons el cens del 2000 tenia 766 habitants.

## Demografia
Segons el cens del 2000, Andale tenia 766 habitants, 241 habitatges, i 186 famílies. La densitat de població era de 579,9 habitants per km².
Dels 241 habitatges en un 49% hi vivien nens de menys de 18 anys, en un 68,5% hi vivien parelles casades, en un 5,4% dones solteres, i en un 22,8% no eren unitats familiars. En el 20,3% dels habitatges hi vivien persones soles l'11,6% de les quals corresponia a persones de 65 anys o més que vivien soles. El nombre mitjà de persones vivint en cada habitatge era de 3,18 i el nombre mitjà de persones que vivien en cada família era de 3,78.
Per edats la població es repartia de la següent manera: un 39,2% tenia menys de 18 anys, un 7,6% entre 18 i 24, un 27,3% entre 25 i 44, un 14,5% de 45 a 60 i un 11,5% 65 anys o més.
L'edat mediana era de 28 anys. Per cada 100 dones de 18 o més anys hi havia 100,9 homes.
La renda mediana per habitatge era de 47.333 $ i la renda mediana per família de 53.702 $. Els homes tenien una renda mediana de 40.909 $ mentre que les dones 30.875 $. La renda per capita de la població era de 17.439 $. Entorn del 2,7% de les famílies i l'1,1% de la població estaven per davall del llindar de pobresa.

## Poblacions més properes
El següent diagrama mostra les poblacions més properes.